# Gorytos

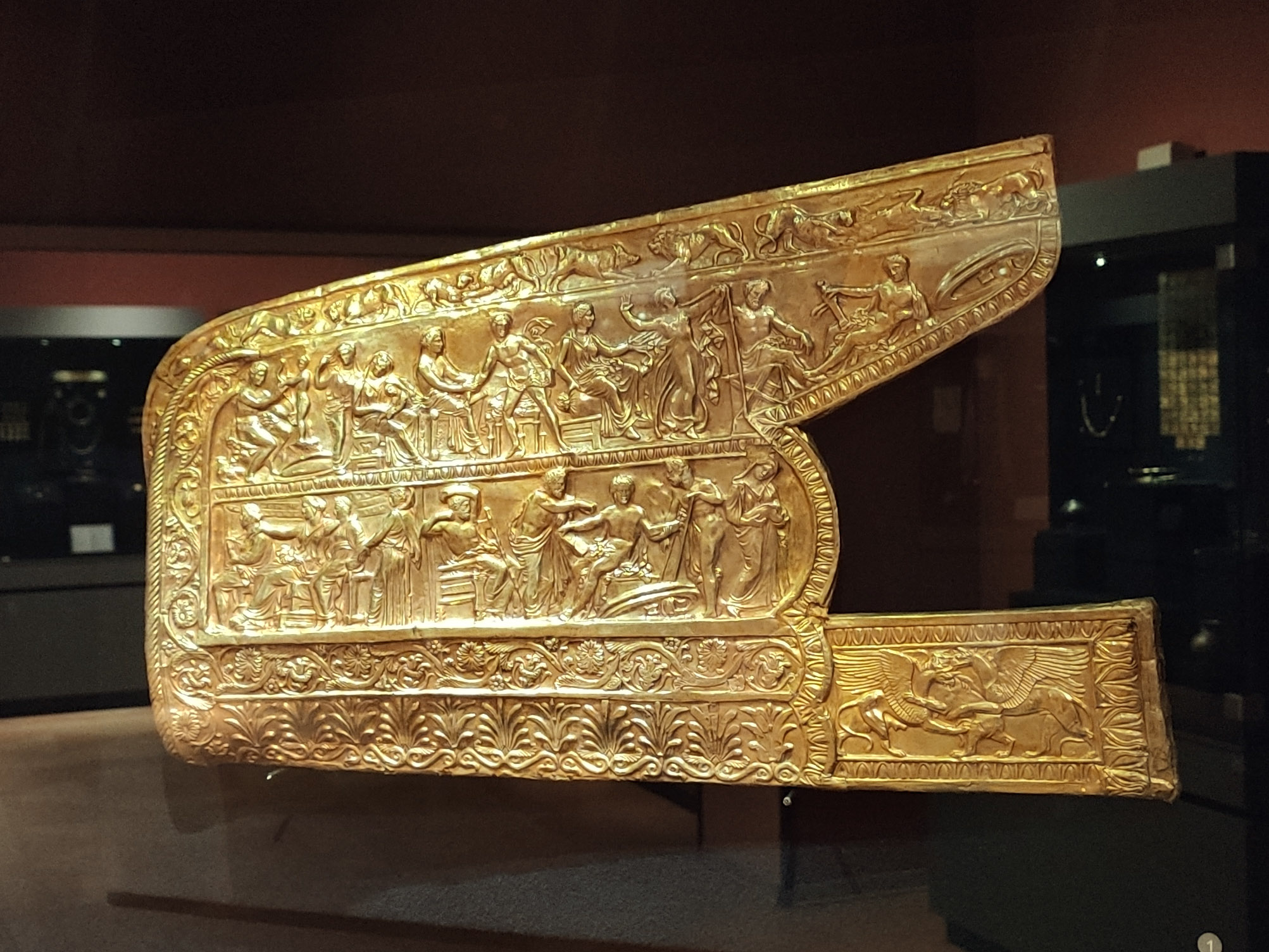
Gorytos scythe doré découvert dans le kourgane de Melitopol (dans l'actuel oblast de Zaporizhia en Ukraine). Musée national d'histoire de l'Ukraine.

Un gorytos (en grec ancien γωρυτός, pl. γωρυτοί, en latin gorytus), parfois francisé en goryte, est le nom donné par les Grecs de l'Antiquité à un accessoire de tir à l'arc utilisé par les Scythes. Il s'agit d'un boîtier divisé en deux logements dont l'un sert d'étui pour un petit arc composite comme les Scythes en utilisaient, tandis que l'autre sert de carquois et possède un couvercle qui se rabat. Le tout est fait en cuir, et les modèles luxueux sont décorés avec des plaques d'or ornementées. Un gorytos se porte suspendu à la hanche, l'ouverture tournée vers l'arrière.

## Chez les Scythes
On a retrouvé des gorytos dans des kourganes, tombeaux scythes semi-souterrains. On en connaît aussi des représentations sur des vases grecs ou des monnaies. Les plaques d'or épaisses qui décorent les gorytos accueillent des ornements parfois abstraits (par exemple des spirales), des motifs figuratifs (par exemple en forme d'écailles) ou des scènes représentant des animaux (cerfs, béliers, sangliers, chevaux) ou des créatures mythologiques (griffons).

## Adoption par d'autres cultures
Des gorytos ont aussi été retrouvés en Macédoine, dans la tombe dite tombe de Philippe II à Vergina, qui remonte à la seconde moitié du IVe siècle avant J.-C. Les Perses de l'époque achéménide (VIe-IVe siècles avant J.-C.) utilisaient également des gorytos, représentés sur des bas-reliefs par exemple à Persépolis. Vers 100 avant J.-C., les Indo-Grecs adoptent l'arc composite et le gorytos dans l'équipement de leur archerie montée, comme en témoignent les scènes représentées sur leurs monnaies.

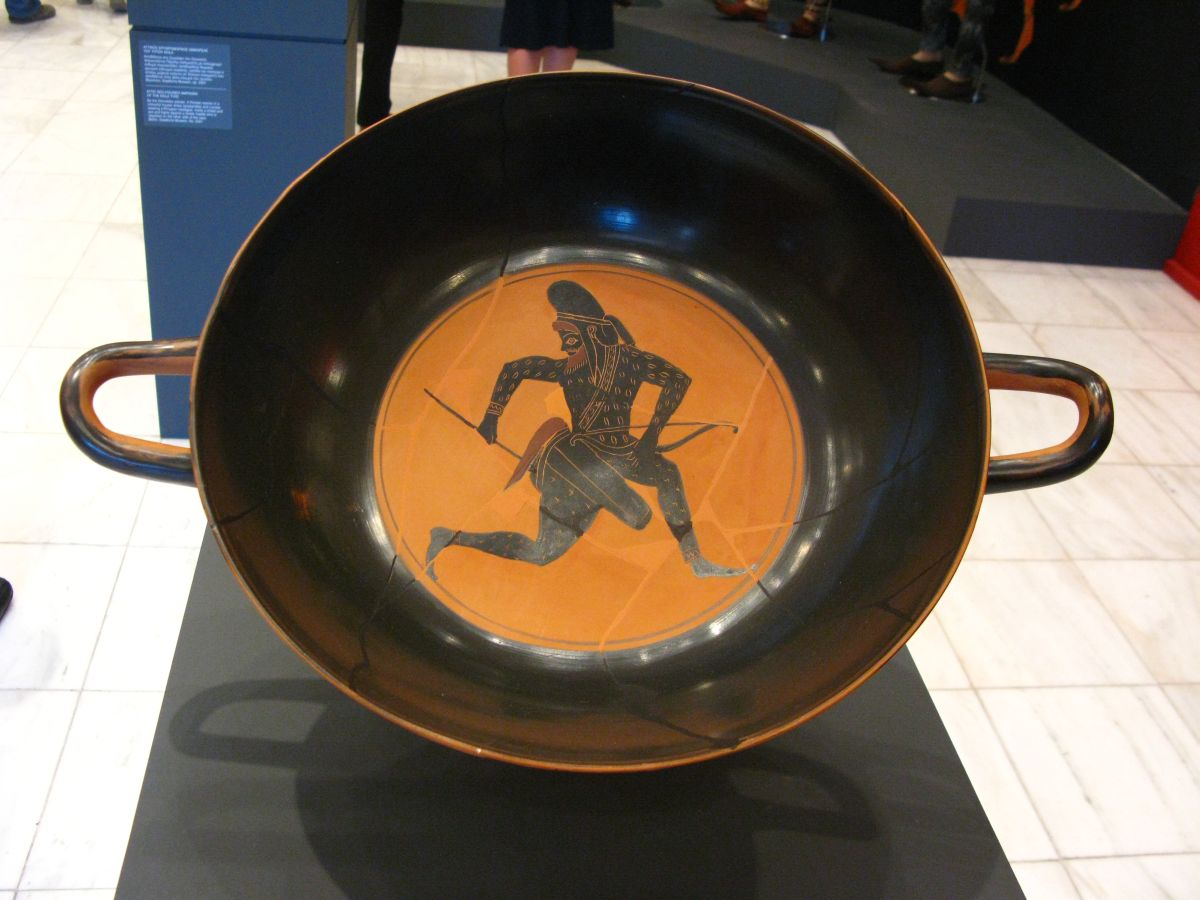
Archer scythe. Médaillon à figures noires d'un kylix attique bilingue.530-520 avant J.-C.
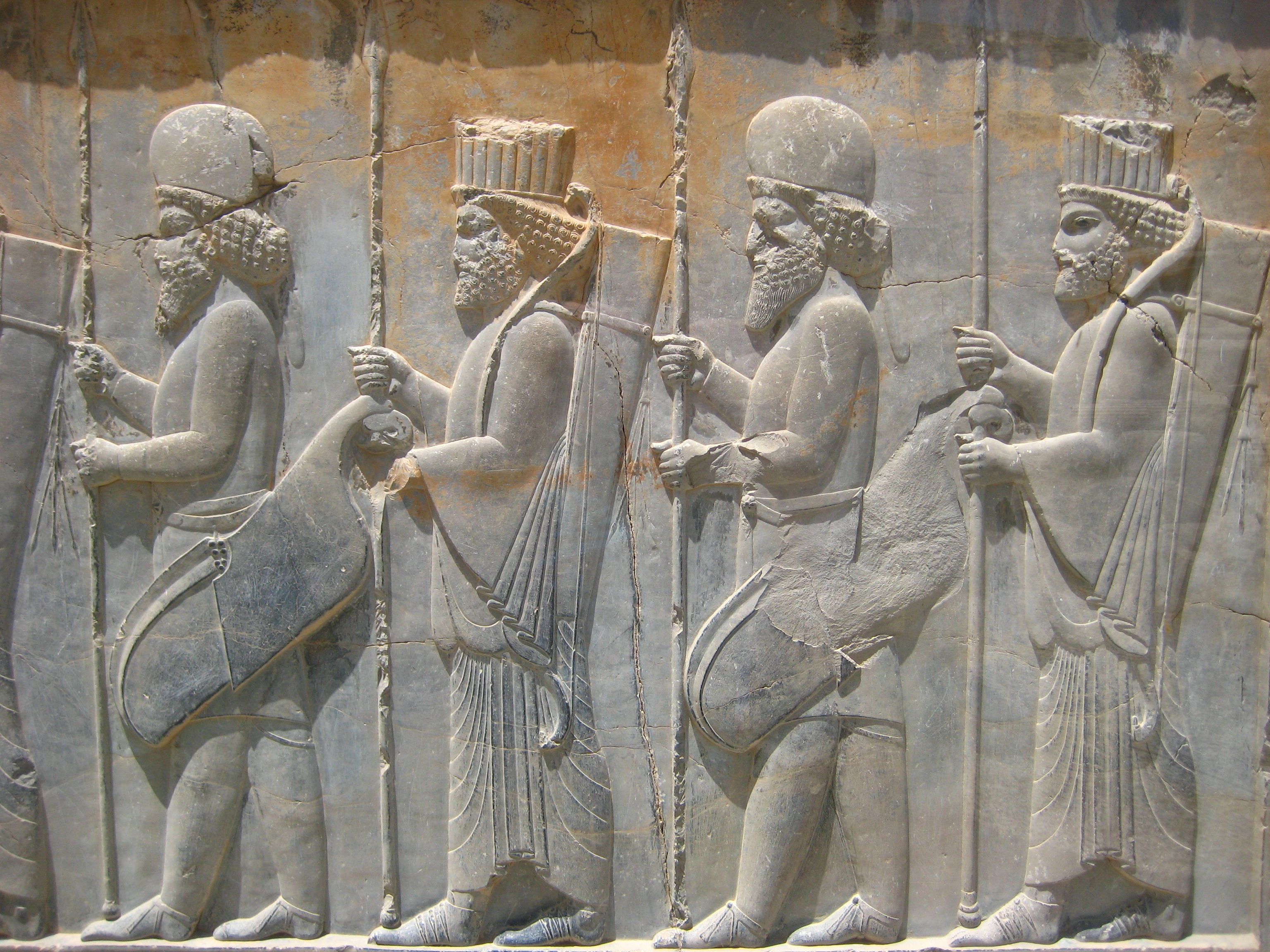
Bas-relief sur les escaliers de l'Apadana à Persépolis, actuel Iran.